# مقاطعة وياندوت (كانساس)
مقاطعة وياندوت (بالإنجليزية: Wyandotte County)‏ هي إحدى المقاطعات في ولاية كانساس، الولايات المتحدة الأمريكية.